# Allium shelkovnikovii
Allium shelkovnikovii — вид рослин з родини амарилісових (Amaryllidaceae); ендемік Ірану.

## Поширення
Ендемік північно-західного Ірану.